# SatcomBw 2
SatcomBw 2 es un conjunto de 2 satélites de comunicaciones idénticos actualmente en construcción. Se trata de dos satélites militares alemanes que les proporcionarán una red de comunicaciones seguras para su uso en unidades desplegadas.

## Carga útil
Utilizará bandas de frecuencia militares en UHF y EHF para sus comunicaciones. Permitirá enviar video, voz, fax y datos.

## Otras características
Se denominarán SatcomBw 2a y SatcomBw 2b. Están diseñados para un tiempo de vida de 15 años. Poseerán una masa al lanzamiento de 2500kg. El primero será lanzado a bordo de un Ariane 5 (junto al satélite español Amazonas 2) y el segundo en un Soyuz-2.1a Fregat y ambos desde Kourou.

## Construcción
El contratista principal es EADS Astrium, aunque utilizará una plataforma de Thales Alenia Space, la Spacebus-3000.
La fecha prevista de lanzamiento de ambos satélites es 2008, a bordo de una lanzadera Ariane 5
Será operado por MilSat Services Gmbh, una compañía creada por EADS Space Services y ND Satcom.
- Datos: Q919597